# Yuriko Fuchizaki
Yuriko Fuchizaki (渕崎 ゆり子), de son vrai nom 渕崎有里子 (la prononciation des kanjis ne change pas), née à Tokyo le 5 décembre 1968, est une actrice et seiyū japonaise.
Titulaire d'un baccalauréat universitaire ès lettres de l'université Nihon, elle commence sa carrière en 1987. Elle est connue pour ses rôles de doublages dans Ojarumaru, Pretty Cure Splash Star, Utena, la fillette révolutionnaire ou encore Akira.